# Albertosaurinae
Podčeleď Albertosaurinae spadá do populární čeledi Tyrannosauridae, velkých až obrovských masožravých dinosaurů (teropodů) z období nejpozdnější křídy (asi před 76–68 miliony let). Je obvykle definována jako skupina všech tyranosauridů, fylogeneticky bližších rodu Albertosaurus než rodu Tyrannosaurus. Do této ne všemi odborníky uznávané skupiny náleží vedle rodu Albertosaurus také rod Gorgosaurus a možná také Daspletosaurus. Druhou podčeledí jsou potom vývojově vyspělejší tyranosaurini.

## Popis
Tito velcí svrchnokřídoví predátoři (délka kolem 8 až 10 metrů a hmotnost v rozmezí 1,5–3 tuny) žili na území dnešního západu Severní Ameriky. Podle některých objevů lovili nejspíš ve smečkách, sváděli mezi sebou smrtelné souboje a velmi rychle rostli. Značně rychle se také pohybovali, jen v chůzi dosahovali albertosauři rychlosti asi 14 až 21 km/h (jak ukázal výzkum série jejich fosilních stop). U dospělého gorgosaura byla v roce 2016 odhadnuta rychlost běhu až na 42,2 km/h.

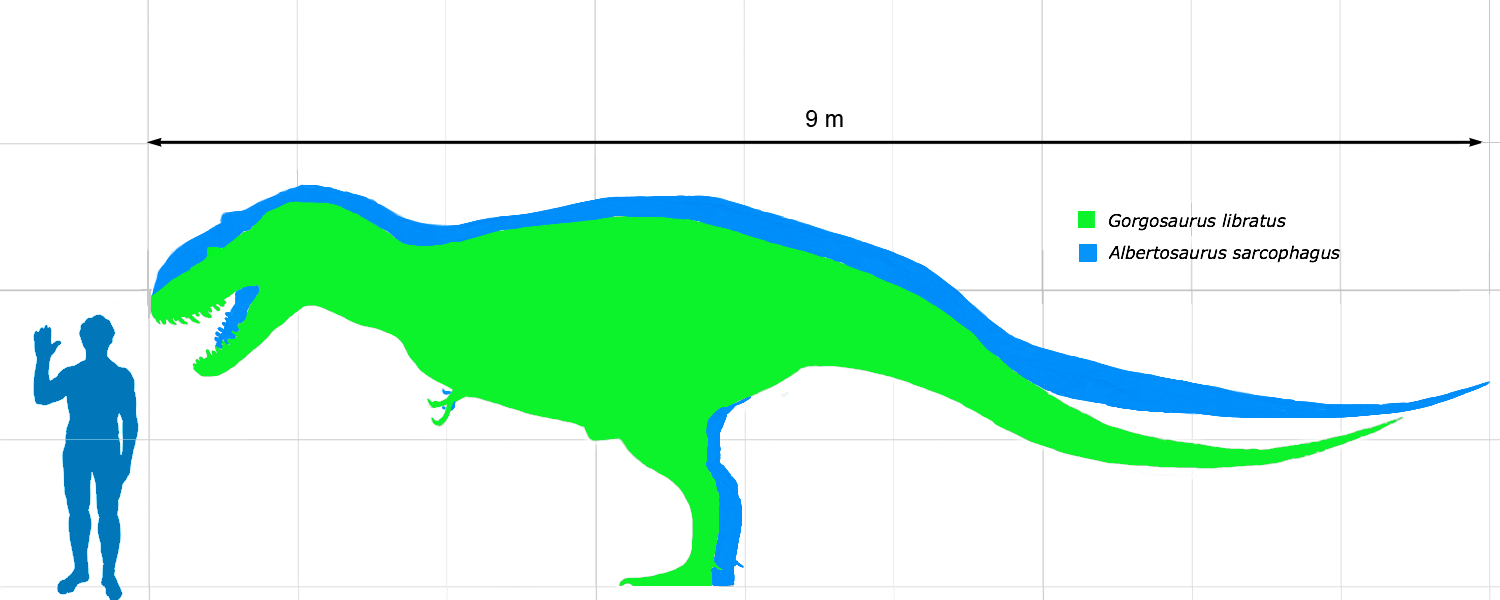
Srovnání velikostí rodů Albertosaurus a Gorgosaurus.

## Smysly
Nové výzkumy lebek albertosaurinů ukazují, že mohli být vybaveni velmi citlivými smyslovými orgány a vnímat velmi dobře sílu i směr větru. V tom jim pomáhal systém senzorických buněk v čelistní rýze na obou stranách dolní čelisti. Tito dinosauři tak byli schopni velmi dobře ucítit pach kořisti i na velké vzdálenosti.

## Růst
Albertosaurini rostli velmi rychle, jak ukázal rozbor jejich fosilií napříč různými ontogenetiskými stadii. První potenciální fosilie embryí tyranosauridů byly objeveny v podobě malé čelistní kosti a drápu z nohy v souvrství Two Medicine na území americké Montany a v souvrství Horseshoe Canyon na území kanadské Alberty. Jednalo se o velmi malé exempláře o délce asi 0,7 a 1,0 metru, pravděpodobně dosud nevylíhlá nebo jen krátce vylíhnutá mláďata rodů Albertosaurus, Gorgosaurus nebo Daspletosaurus.
Detailní výzkum síly čelistního stisku tyranosauroidů, publikovaný v roce 2023 dokázal, že spolu s rostoucími rozměry se nezávisle ještě více zesilovala schopnost drtivého stisku, jehož vrcholným projevem byly enormně mohutné čelisti druhu Tyrannosaurus rex, schopné drtit i pevnou kostní hmotu jiných velkých obratlovců. U albertosaurinů byl stisk čelistí o trochu slabší, stále ale enormně silný.
Koncem roku 2023 byla publikována odborná práce o nálezu mláděte gorgosaura (s odhadovaným věkem v době úmrtí činícím 5 až 7 let) se zbytky kořisti v prostoru břišní dutiny - jednalo se o zadní končetiny dvou juvenilních jedinců malého cénagnatidního oviraptorosaura druhu Citipes elegans. Tento objev nasvědčuje možnosti, že tyranosauridi se živili rozdílnou potravou jako mláďata, subadultní jedinci a dospělci. Mladí gorgosauři lovili malou a snadno udolatelnou (i když hbitější) kořist, zatímco mnohem mohutnější dospělci útočili na pomalejší a větší dinosaury. Fosilie přibližně 335 kg vážícího mláděte druhu Gorgosaurus libratus byla objevena v roce 2009 na území parku Dinosaur Provincial Park v kanadské Albertě. Nález tedy pochází ze sedimentů geologického souvrství Dinosaur Park a má stáří přibližně 75,3 milionu let.

### Česká literatura
- Socha, Vladimír (2019). Legenda jménem Tyrannosaurus rex. Pavel Mervart, ISBN 978-80-7465-369-8.